# 佐瀬種常
佐瀬 種常（させ たねつね）は、戦国時代から安土桃山時代にかけての武将。蘆名氏の家臣。

## 略歴
佐瀬貞藝の子、または養子と思われる。
蘆名氏の宿老を務める蘆名四天王の一人で、領内の六斎市などの流通・商業政策を担当した。耶麻郡中田付にあった六斎市を不便として小田付村に移している。また那須氏・白河氏との戦いに出陣するなどの活躍もみられる。
天正17年（1589年）、摺上原の戦いで金上盛備と共に第2陣として奮戦したのち、戦死した。養子の佐瀬常雄（16歳）も戦死している。
耶麻郡磐梯町金屋上に墓が立つ。

## 逸話
蘆名家の商業発展に努めた種常であるが、主君・蘆名盛氏の晩年（天正年間）に「天寧寺河原の石は大和殿、町の小役は或人がとる」という落書きが存在した。これは戦続きで困窮する領内の民が記したもので、泉水の数寄で、天寧寺河原から怪石を探し出す度に大勢の人間を雇って自分の庭園に集めていた大和守（種常）に対する課役への批判と、或人（盛氏）への訴えである。ただし史料には「大和守」とあるのみで、種常という確証を持つことは困難である。

## 参考資料
- 林哲『会津芦名四代』（歴史春秋社、1979年）
- 『会津若松史 第一巻 ひらかれた会津』（会津若松市発行）